# Socialist Trade and Labor Alliance
La Socialist Trade and Labor Alliance (STLA - Alliance syndicale socialiste et travailliste) est un syndicat américain fondé par Daniel De Leon en 1895 qui s'est fondu dans les Industrial Workers of the World lors de leur fondation en 1905.